# 8 Suites de Pièces pour le Clavecin
8 Suites de Pièces pour le Clavecin (8 Suit klawesynowych) – Pierwszy zbiór suit na klawesyn Georga Friedricha Händla HWV 426-433, ChA 2, HHA IV/1, wydanych w Londynie w 1720 roku.
Suita Nr 1 A-dur HWV 426 (Londyn, ok. 1710/17)
- 1. Prelude
- 2. Allemande
- 3. Courante
- 4. Gigue

Suita Nr 2 F-dur HWV 427 (Londyn, ok. 1710/17)
- 1. Adagio
- 2. Allegro
- 3. Adagio
- 4. Allegro

Suita Nr 3 d-moll HWV 428 (Londyn, ok. 1717/20)
- 1. Prelude
- 2. Allegro
- 3. Allemande
- 4. Courante
- 5. Air con Variazioni
- 6. Presto

Suita Nr 4 e-moll HWV 429 (Londyn, ok. 1710/17)
- 1. Allegro
- 2. Allemande
- 3. Courante
- 4. Sarabande
- 5. Gigue

Suita Nr 5 E-dur HWV 430 (Londyn, ok. 1710/20)
- 1. Prelude
- 2. Allemande
- 3. Courante
- 4. Air con Variazioni (The harmonious blacksmith)

Suita Nr 6 fis-moll HWV 431 (Londyn, ok. 1717/19)
- 1. Prelude
- 2. Largo
- 3. Allegro
- 4. Gigue

Suita Nr 7 g-moll HWV 432 (?, ok. 1705/17)
- 1. Uwertura
- 2. Andante
- 3. Allegro
- 4. Sarabande
- 5. Gigue
- 6. Passacaille

Suita Nr 8 f-moll HWV 433 (Londyn, ok. 1717/20)
- 1. Prelude
- 2. Allegro
- 3. Allemande
- 4. Courante
- 5. Gigue

(Daty podane w nawiasach oznaczają rok powstania kompozycji) 